# Suore carmelitane teresiane (Verapoly)
Le Suore Carmelitane Teresiane, dette di Verapoly (in inglese Teresian Carmelites of Verapoly), sono un istituto religioso femminile di diritto pontificio: le suore di questa congregazione pospongono al loro nome la sigla C.T.C.

## Storia
Le origini della congregazione risalgono a quella delle suore della Madre del Carmelo, fondata a Koonammavu nel 1866 da Ciriaco Chavara e dal carmelitano scalzo Leopoldo Beccaro.
In principio la congregazione della Madre del Carmelo era aperta a religiose sia del rito siro-malabarese che del rito latino, ma nel 1887 i fedeli dei due riti furono sottoposti a due ordinari distinti e le sette suore latine lasciarono Koonammavu. L'11 novembre 1890 il carmelitano scalzo Leonardo di San Luigi Mellano, arcivescovo latino di Verapoly, eresse per loro nella sua diocesi la casa di San Giuseppe.
La congregazione, aggregata all'ordine dei carmelitani scalzi dal 19 novembre 1959, divenne di diritto pontificio il 28 giugno 1971.

## Attività e diffusione
Secondo le costituzioni dell'istituto, le finalità delle religiose sono la vita di preghiera e penitenza, la preghiera, l'educazione dei fanciulli e le opere di misericordia.
Oltre che in India, le suore sono presenti in Germania, Italia, Ruanda e Sudan; la sede generalizia è a Kochi.
Alla fine del 2011 la congregazione contava 1.403 religiose in 166 case.